# 聯合國安全理事會第69號決議
《聯合國安理會69號決議》是1949年3月4日在聯合國安全理事會第414次會議通過的。安理會在收到以色列加入聯合國的申請後進行了審議，這項決議認定以色列為愛好和平的國家，故請求聯合國大會准許以色列加入。
該決議在埃及反對和英國棄權下，以9票對1票通過。

## 外部連結
- 69號決議全文 （页面存档备份，存于）